# 德普施泰特
德普施泰特（德語：Dörpstedt）是德国石勒苏益格－荷尔斯泰因州的一个市镇。总面积16.61平方公里，总人口546人，其中男性284人，女性262人（2011年12月31日），人口密度33人/平方公里。